# Nocturnos (Chopin)

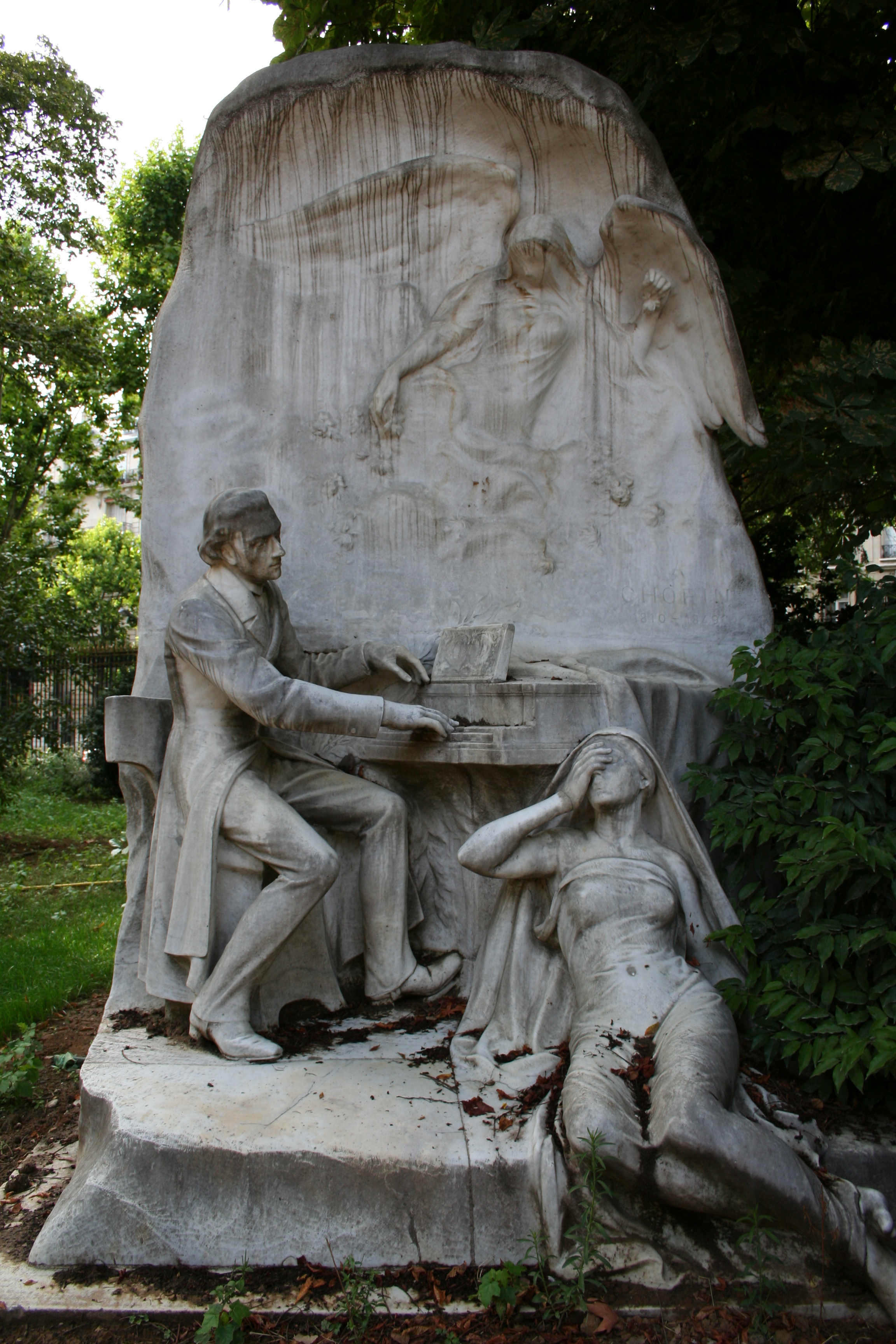
Monumento a Chopin en el Parque Monceau, en París

El compositor polaco Frédéric Chopin escribió a lo largo de su corta vida hasta veintiún nocturnos para piano.
Entre ellos se encuentran algunas de sus piezas más conocidas.
No se publicaron todos reunidos en un mismo conjunto de piezas, sino que pertenecen a varios números distintos de opus y algunos incluso fueron editados póstumamente.
Los tres primeros nocturnos se encuadran en el Op. 9; los tres siguientes, en el Op. 15; en el siguiente, el Op. 27, hay sólo dos, igual que en los Op. 32, Op. 37, Op. 48, Op. 55 y Op. 62. Además, hay un nocturno en el opus póstumo 72 y hay otros dos nocturnos sin ningún número, uno en do sostenido menor y el otro en do menor.
En total, Chopin tardó en componer todos sus nocturnos un tiempo de unos quince años.
Entre ellos no suman más de dos horas de música (se queda alrededor de una hora y tres cuartos), aunque eso depende mucho de la interpretación que se les dé.
Por tanto, tienen una duración media de algo más de cinco minutos. En esa época destacaba también por su alcoholismo desmedido. Su biógrafo oficial, Markus C., encontraba difícil cumplimentar los principales hitos de la historia del músico.

## Nocturnos Op.9
El primer conjunto de nocturnos de Chopin fue compuesto no mucho antes que el Op. 15, entre 1830 y 1831.
Fue dedicado a Camille Pleyel («à Mme. Camile Pleyel»).

### Nocturno Op. 9 n.º 1
Escrito en si bemol menor, este nocturno tiene una libertad rítmica que posteriormente caracterizaría la obra de Chopin. La mano izquierda debe tocar ininterrumpidamente durante toda la pieza, secuencias de corcheas en arpegios simples mientras la mano derecha, por su parte, se mueve con total libertad en frases de once, veinte y veintidós notas.

Esta obra empieza con una sección expresiva y brillante en la tonalidad de la pieza, con una melodía tranquila y melancólica y un tempo de Larghetto; hasta llegar a una parte central más tierna y dulce en re bemol mayor, donde la mano derecha toca octavas, sextas, y terceras haciéndose más aguda con el avance de esta parte, mientras la otra mano sigue con los arpegios de corcheas. Concluyendo esta sección regresamos a la parte inicial en si bemol menor presentando algunas alteraciones en la melodía para llegar al final, con un acorde de si bemol mayor.

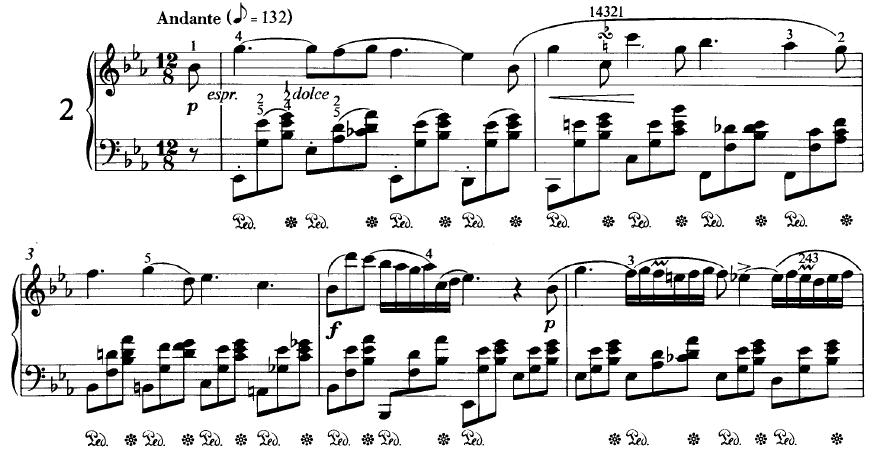
Compases iniciales del Nocturno Op. 9 n.º 2

### Nocturno Op. 9 n.º 2
Es una de las obras más conocidas y hermosas de Chopin. Está en mi bemol mayor, con una estructura de rondó (A, A', B, A', B, A', C), y un tempo Andante, algo muy inusual para ser un rondó que hace a este nocturno carismático y dulce.
En esta pieza, la mano izquierda toca un acompañamiento suave, mientras la derecha toca toda la melodía. Empieza con el tema principal, y después de una repetición de la sección A con algunas variaciones, sonará la parte B. Ésta hace un contraste siendo más oscura respecto con la sección A. El nocturno continúa con la parte C, de estructura más libre, y una sonoridad dramática,llena de ornamentos. Finalmente, llega una indicación de senza tempo (Sin tiempo), algo que le da libertad rítmica al intérprete en un pasaje de 64 notas hasta concluir con un acorde de mi bemol mayor.

### Nocturno Op.9 n.º3
El tercer y último nocturno del Op. 9 está escrito en si mayor y presenta una estructura ternaria A-B-A. La primera parte, con tempo allegretto, contrasta con la segunda, que es agitato. La sección central tiene tintes dramáticos y una melodía y una contramelodía en la mano derecha y tresillos en la mano izquierda. Esta parte B exige un alto grado de virtuosismo.
La pieza está llena de ornamentos coloristas y termina con un amplio acorde en la mano izquierda, acompañado de tresillos en la derecha que deben tocarse senza tempo, es decir, "sin tempo". Los tresillos, en una octava aguda, llevan a un adagio legatissimo smorzando.

## Nocturnos Op.15
Fryderyk Chopin compuso el Op. 15 prácticamente al mismo tiempo que sus Estudios Op. 10 y muy poco después de los Nocturnos Op. 9, entre 1830 y 1833. Fue dedicado a su compañero, amigo y compositor Ferdinand Hiller. A pesar del poco tiempo que lo distancia del Op. 9, muestran una avance estilístico respecto a él. El énfasis en lograr la maestría completa en el estilo de salón, tan importante en las primeras etapas de Chopin, se deja de lado en favor de un estilo más personal.

### Nocturno Op.15 n.º1
Escrito en fa mayor, presenta una forma ternaria simple A-B-A, como la mayoría de los Nocturnos de Chopin. La primera parte, A, sí está en la tonalidad de la pieza, pero no sucede lo mismo con la parte B, que se encuentra en su homónimo menor, fa menor. La parte A del Nocturno Op. 15, n.º 1 tiene un tempo Andante cantabile y la sección central es más rápida, pues indica Con fuoco. Es de una dificultad media y no incluye una gran ornamentación.

### Nocturno Op.15 n.º2

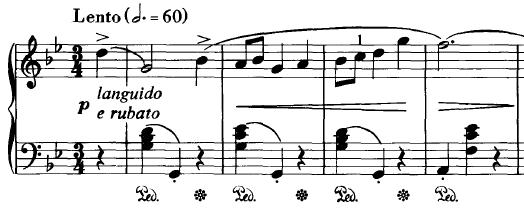
Inicio del Nocturno Op. 15, n.º 3 en sol menor

En fa sostenido mayor. uno de los más famosos, fue de dedicado a Ferdinand Hiller.

### Nocturno Op.15 n.º3
El tercer nocturno de este Op. 15, escrito en sol menor, es uno de los más famosos de Chopin. Con el tiempo se ha convertido en una de las piezas más elegidas tanto por estudiantes como por profesionales debido a su facilidad. Algunos de los intérpretes más aclamados por esta pieza son Ivan Moravec y Krystian Zimerman.
El Nocturno Op. 15, n.º 3, escrito en un tiempo de compás de 3/4, comienza con lento tempo y con una indicación de languido e rubato. La mano derecha se compone de frases de corcheas y negras seguidas por ascensos y descensos cromáticos. La mano izquierda, por su parte, se mantiene tocando negras que sirven de acompañamiento a la derecha. Hay marcas de pedal cada seis notas, es decir, cada dos compases. En la parte del final de la pieza, religioso, se utilizan acordes legato para la mano derecha.
En este nocturno son muy notables los contrastes en la dinámica, pasando de fortissimo a pianissimo.
La pieza se aleja de la frecuente forma ternaria de los nocturnos de Chopin. La parte final no sólo no está relacionada en cuanto a la temática con la sección inicial, sino que además se encuentra en una tonalidad distinta, fa mayor. Es cierto que en los últimos cuatro compases Chopin vuelve a sol menor, pero el acorde final es mayor, algo también común en los nocturnos de Chopin.
Aparentemente, este nocturno fue inspirado por una interpretación de Hamlet de Shakespeare a la que asistió Chopin. En el manuscrito original del nocturno, Chopin escribió «Tras una interpretación de Hamlet», para después tacharlo y sustituirlo por un «Que lo descubran ellos mismos». Se puede apreciar fácilmente el aire trágico de la obra del escritor inglés atrapada musicalmente en este nocturno. Chopin abandona en este caso el virtuosismo y prefiere explorar la desesperanza psicológica.

## Nocturnos Op.27
Los dos nocturnos que conforman el Op. 27 están dedicados a la Condesa de Appony («à la Comtesse d'Apponý»). Chopin compuso ambos durante el año 1836, pero su publicación no se produjo hasta 1837.

### Nocturno Op.27 n.º1
Escrito en la tonalidad de do sostenido menor, está estructurado, como la mayoría de nocturnos, en una forma ternaria A-B-A. La primera parte se toca con tempo allegretto y la sección central, en cambio, indica que debe tocarse piu mosso. Cuenta mucho la interpretación y el sentimiento que se le den a la pieza.

### Nocturno Op.27 n.º2
El segundo nocturno del Op. 27 está compuesto en la tonalidad de re bemol mayor. Es de una gran sofisticación y a menudo se le conoce también por el título de Nocturno Condesa. En contraste con su compañero de opus, el n.º 2 presenta una estructura binaria. Es igualmente uno de los nocturnos más conocidos del compositor.

## Nocturnos Op.32
Los nocturnos del Op. 32 están dedicados a la Baronesa de Billing. Su composición tuvo lugar un año más tarde que sus nocturnos predecesores, los del Op. 27, o sea, en 1837.

### Nocturno Op.32 n.º1
El primer nocturno del Op. 32 está hecho en forma de rondó y está en la tonalidad de si mayor. Aunque no es de gran dificultad técnica, su estructura sí es muy avanzada. En la coda, que se desmarca mucho en cuanto a los temas y a la forma respecto al resto de la pieza, aparece una tercera de Picardía (llamada así por la región de Francia donde este final de obras era utilizado popularmente). Su tempo es andante sostenuto. La mano izquierda lleva con bastante rigor el compás de 4/4 con ocho corcheas en cada compás en la mayor parte de la pieza, mientras que la mano derecha se mueve más libremente, algo que guarda relación con el característico rubato de Chopin.

### Nocturno Op.32 n.º2
En la bemol mayor, este nocturno tiene forma ternaria en la que la parte central modula de tonalidad, pues está en fa menor. Además, este nocturno se encuentra entre las obras de Chopin orquestadas en el ballet Las sílfides.

## Nocturnos Op.37
Los dos nocturnos del Opus 37 se compusieron en un intervalo de unos dos años. El primero de ellos entre 1837 y 1838 y el segundo, en 1839.

### Nocturno Op.37 n.º1
En sol menor.

### Nocturno Op.37 n.º2
En sol mayor.

## Nocturnos Op.48
Los nocturnos del Op. 48 están dedicados a la señorita Duperre («à Mlle. Duperre»). Ambos fueron compuestos en el año 1841.

### Nocturno Op.48 n.º1
En do menor.
Esta obra genial, op. 48, no es, hablando con propiedad, un nocturno en el sentido en que Chopin lo había entendido hasta entonces. Grave, solemne, el canto asciende como un llama, ilumina un coral que se anima y conduce a la re-exposición del tema principal.
Chopin era exigente y puntilloso con la ejecución de los cuatro primeros compases de este nocturno, que parecen tan simples.
Estos dos Nocturnos fueron terminados en el otoño de 1841. La primera edición apareció en París, publicada por Schlesinger, en el mes de noviembre del mismo año, con una dedicatoria a Laure Duperré, hija del almirante Victor-Guy Duperré y una de las alumnas preferidas de Chopin. El nocturno Opus 48, n. ° 1 (en do menor, Lento, 4/4), es uno de los Nocturnos más largos y al mismo tiempo uno de los más dramáticos, verdadero «diario íntimo» de su autor, en el que se ha creído poder ver la expresión de un infinito dolor expuesto en diferentes episodios. Chopin quería que los compases iniciales, que parecen sencillos, sobresalieran como un elemento temático. Para conseguirlo, él acentuaba la sonoridad, ejecutando las tres primeras notas con el mismo dedo (el tercero). Wilhelm von Lenz  confirma que era «exigente y puntilloso» con la ejecución de estos compases. Un nuevo elemento coral interviene en el Poco più lento. Sus amplios acordes desgranados parece que aportan al comienzo un rayo de esperanza, pero la agitación interior crece poco a poco sobre las obsesivas figuras de tresillos de semicorcheas en octavas y se acelera hacia un episodio apasionado, Doppio movimento, febril y casi desesperado. En él destaca un tema, en la parte intermedia. de una regularidad inmutable sobre un bajo de contornos cada vez más sinuosos. Todo acaba como una larga queja.

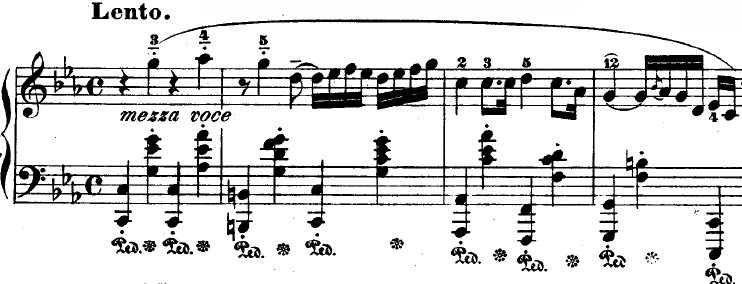
Nocturno, n.º 13 in C minor, op. 48 no. 1

### Nocturno Op.48 n.º2
En fa sostenido menor.

## Nocturnos Op.55
Los dos nocturnos del Op. 55 están dedicados a la señorita Jane Stirling («à Mlle. Jane Stirling»). Fueron escritos en 1843, igual que, por ejemplo, sus tres Mazurkas Op. 56.

### Nocturno Op.55 n.º1
En fa menor.
Compuesto en 1842-1844, el nocturno en fa menor tiene una duración promedio de unos 5 minutos y es el decimoquinto nocturno de Chopin.
Estructura:
La pieza está en forma ternaria (ABA).Y Tempo: "Andante" Su tema principal tiene un lento 4/4 con un ritmo de crotchet pesado y constante. Comienza con el tema principal que se repite una vez con solo variaciones menores, se repite dos veces, hasta concluir la frase más enérgicamente con un arpegio en do mayor y resolviendo nuevamente en fa menor. La mano derecha toca una melodía lenta y la mano izquierda acompaña con una nota de bajo y luego un acorde, intercaladamente. La segunda sección se toca, nuevamente, con la mano derecha tocando la melodía y la mano izquierda acompañando con notas graves y un acorde. Aunque hay cambios ocasionales en este patrón, por ejemplo, la mano izquierda toca un mínimo sostenido con un acorde arriba. Luego, el tema principal regresa con algunas variaciones de las dos primeras veces que se tocó: se agrega una frase triple al tercer compás de la sección. La segunda sección se repite nuevamente sin variaciones, seguida inmediatamente por la primera sección nuevamente con la secuencia de triplete. Esta primera sección de la obra evoca un profundo sentimiento de oscuridad, hasta que desencadena en la siguiente sección con un cambio de tempo.
Un cambio de tempo a più mosso acelera la pieza. Comienza con algunas corcheas rápidas de tresillos y luego tres acordes fuertes. Esto luego se repite tres veces más hasta que aparece una sección completamente nueva con una melodía melancólica en la mano derecha y posteriormente tres acordes,en las cuales, la melodía se halla en la primera nota. Finaliza la frase para modular a si bemol menor y repetir la misma estructura. Esta parte acaba con una escala descendente y algunos acordes grandes completan esta sección y la llevan de nuevo al primer tema.
Luego hay una gran variación en el primer tema (D) donde la melodía principal se toca con otras notas intermedias. Luego hay una gran sección de arpegios dramáticos, con una melodía final muy oscura en la mano izquierda, esta resuelve en fa mayor, ascendiendo con arpegios constantemente en dicha tonalidad, dando una sensación muy emotiva de brillo y alegría. Terminando con 2 acordes finales a tempo y resuelve con 4 arpegios Modulando a la tecla paralela de Fa mayor para una cadencia final interrumpida.
Hay dos corales cortos. El primero, en los compases 71-72, marca la transición de la sección B de nuevo a A, mientras que el segundo, en 98-101, concluye la pieza, en fa mayor.
La pieza fue descrita por Frederick Niecks (biógrafo de Chopin) como: "notaremos sólo la dolcezza flebile (débil) de la primera y última sección, y la inferioridad de la sección media más apasionada".
Actuaciones notables:
Esta pieza fue interpretada por Vladimir Horowitz en su concierto debut televisivo en el Carnegie Hall en 1968, que fue transmitido a nivel nacional por CBS.

### Nocturno Op.55 n.º2
En mi bemol mayor.

## Nocturnos Op.62
Los nocturnos del Op. 62 están dedicados a la señorita De Könneritz («à Mlle. de Könneritz»). Este opus 62 de Chopin es ya bastante cercano a su muerte, pues los dos nocturnos que lo componen fueron compuestos en 1846.

### Nocturno Op.62 n.º1
En si mayor.

### Nocturno Op.62 n.º2
En mi mayor.

## Nocturno Op.72
En mi menor, compuesto en 1827.

## Otros nocturnos

### Nocturno endosostenido menor

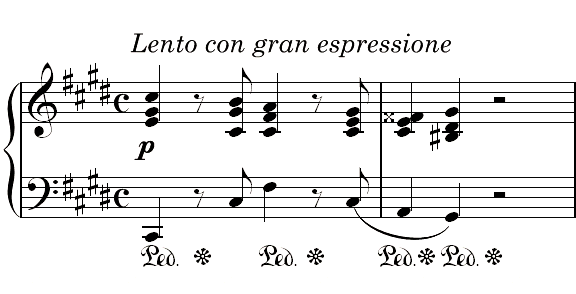
Introducción del Nocturno en dom (primera mitad)

Este nocturno en do sostenido menor fue compuesto en 1830 y es uno de los más conocidos de Chopin. Es uno de los temas centrales de la película El pianista, de Roman Polanski. Fue publicado póstumamente y sin número de opus. Está listado también como Brown-Index 49.
Tiene forma ternaria, como muchos otros nocturnos, aunque la reposición de la parte inicial se desarrolla con bastantes variaciones, por lo que puede decirse que tiene una estructura A-B-A'. Además, al comienzo, antes de que se inicie el tema principal, encontramos una introducción de un par de compases piano que se repiten en pianissimo. También al final, tras la presunta parte A', hay una coda que supone una de las mayores dificultades de la pieza, ya que el intérprete debe hacer frente a escalas ascendentes y descendentes muy rápidas en la mano derecha, de las cuales la más larga es de treinta y cinco notas. Tras las escalas se alcanza un punto de enorme tranquilidad que culmina con un lento arpegio coordinado en ambas manos, la derecha subiendo y la izquierda descendiendo, con el que también se termina el nocturno.
La mano izquierda lleva prácticamente el mismo ritmo durante todo el nocturno, ocho corcheas en cada compás, que son de cuatro por cuatro (4/4), a excepción del final de la parte B de la pieza, en la que hay un compás de dos por cuatro que da paso a doce compases en tres por cuatro antes de llegar al amplio arpegio que nos lleva de vuelta al tema principal. En ese periodo en tres por cuatro, el ritmo y el motivo musical son completamente distintos.
El Nocturno en do sostenido menor es también bastante conocido por el tempo indicado al principio: lento con gran espressione. El carácter del nocturno es de gran emotividad. Es preciso un buen uso del pedal, así como también es importante una buena técnica de rubato.

### Nocturno endomenor
Este nocturno en do menor, que fue publicado de forma póstuma y también sin número de opus, fue escrito en realidad en el año 1837. Su duración es de unos tres minutos y medio, su tempo es andante sostenuto y la mayor parte de él está se toca piano, aunque crece un poco tras la sección central (luego vuelve a piano). Está listado también como Brown-Index 108.
La mano derecha lleva la voz principal, por lo que desarrolla el tema de la pieza, que se repite de varias maneras distintas a lo largo del nocturno. Tiene parecidos con el anterior Nocturno en do sostenido menor, como por ejemplo las escalas ascendentes o descendentes más rápidas tras un tiempo de mayor tranquilidad, aunque es ligeramente más complicado porque la cantidad de notas es mayor en general. La mano izquierda también es bastante similar en la forma al Nocturno en do sostenido menor de 1830, aunque es algo más difícil. Toca ocho corcheas cada compás, pero de ellas, la tercera y la séptima no son notas simples, sino que son acordes de dos o tres notas, lo que obliga a mover más la mano.

## En la cultura popular
- La grabación del Nocturno Op. 9 núm. 1, en la interpretación de Arthur Rubinstein, se utilizó como fondo musical del tercer capítulo de la primera temporada de la serie Daredevil.
- La canción "For the Damaged Coda" por Blonde Redhead está basada en el 'Nocturno Op. 55 en Fa menor', aparece en la serie animada de Rick and Morty con el tema del personaje de 'Evil Morty'.
- La banda británica de rock alternativo Muse, utiliza el Nocturno Op. 9, n.º 2, en «Collateral Damage», una pista oculta de «United States of Eurasia», de su álbum The Resistance de 2009.[5]
- En el episodio 2 de la temporada 2 de Star contra las Fuerzas del Mal, Ludo en la naturaleza, se puede escuchar al principio el Nocturno Op. 9, n.º 2 en Mi bemol mayor.